# Una preciosa puesta de sol
Una preciosa puesta de sol es una película española, dirigida por Álvaro del Amo y estrenada en el año 2003

## Argumento
Tres generaciones de mujeres de una misma familia huyen de la ciudad para ir a pasar un fin de semana a un hotel de la montaña. Quieren reunirse para hablar, pensar y recordar. Rosario, la abuela, esconde un doloroso secreto. Su hija, Elena está casada pero colecciona amantes. La más joven, Elena, quiere escapar de su novio. Durante estos dos días aprenderán una lección que las marcará para siempre.